# Wybór

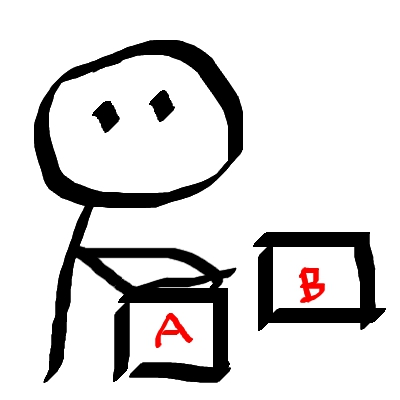
Dokonywanie wyboru przez patyczkowego ludzika.

Wybór – przyznanie pierwszeństwa elementowi wyselekcjonowanemu ze zbioru, który jest: niepusty, niejednostkowy, a także różnorodny. Taki dobór podyktowany jest określonymi przekonaniami osoby, która decyduje się na eliminację pozostałych elementów zbioru. Akt wyboru jest procesem podejmowania decyzji, któremu spośród wariantów pewnego ich zestawu ma być przyznane pierwszeństwo.
Dokonywanie wyboru związane jest z odpowiedzialnością, a zarazem obawą przed niedopełnieniem moralnych powinności. Wynika to z tego, że osoba skłaniająca się ku danemu elementowi ma świadomość istnienia kontrastu między tą powinnością a swobodą w działaniach dokonywanych przez tę osobę.

## Warunki dokonywania wyboru
Wzgląd na indywidualne wybory, preferencje i życzenia zdeterminowany jest określonymi warunkami:
- proceduralnymi: własne wybory odzwierciedlają spójny porządek hierarchiczny (wybory pierwszego rzędu są zgodne z pragnieniami i wartościami wyższego rzędu),
- prawdziwości: wartości jednostki są zgodne z poczuciem jej tożsamości i osobowości[4].

### Wolny wybór
Przy dokonywaniu wolnego wyboru, który jest podstawowym warunkiem postępowania moralnego, osoba musi mieć możliwość dobrowolnego podążania za nakazem bądź zakazem moralnym. Człowiek ten nie może być skłaniany, do odpowiadającej mu opcji, przez czynniki naturalne, takie jak pragnienia czy uczucia, lub społeczne, np. obawę przed konsekwencjami związanymi z łamaniem obowiązującego prawa. Wolny wybór nie pomija wszystkich zobowiązań, ponieważ wówczas byłaby to rozwiązłość.

## Przykład

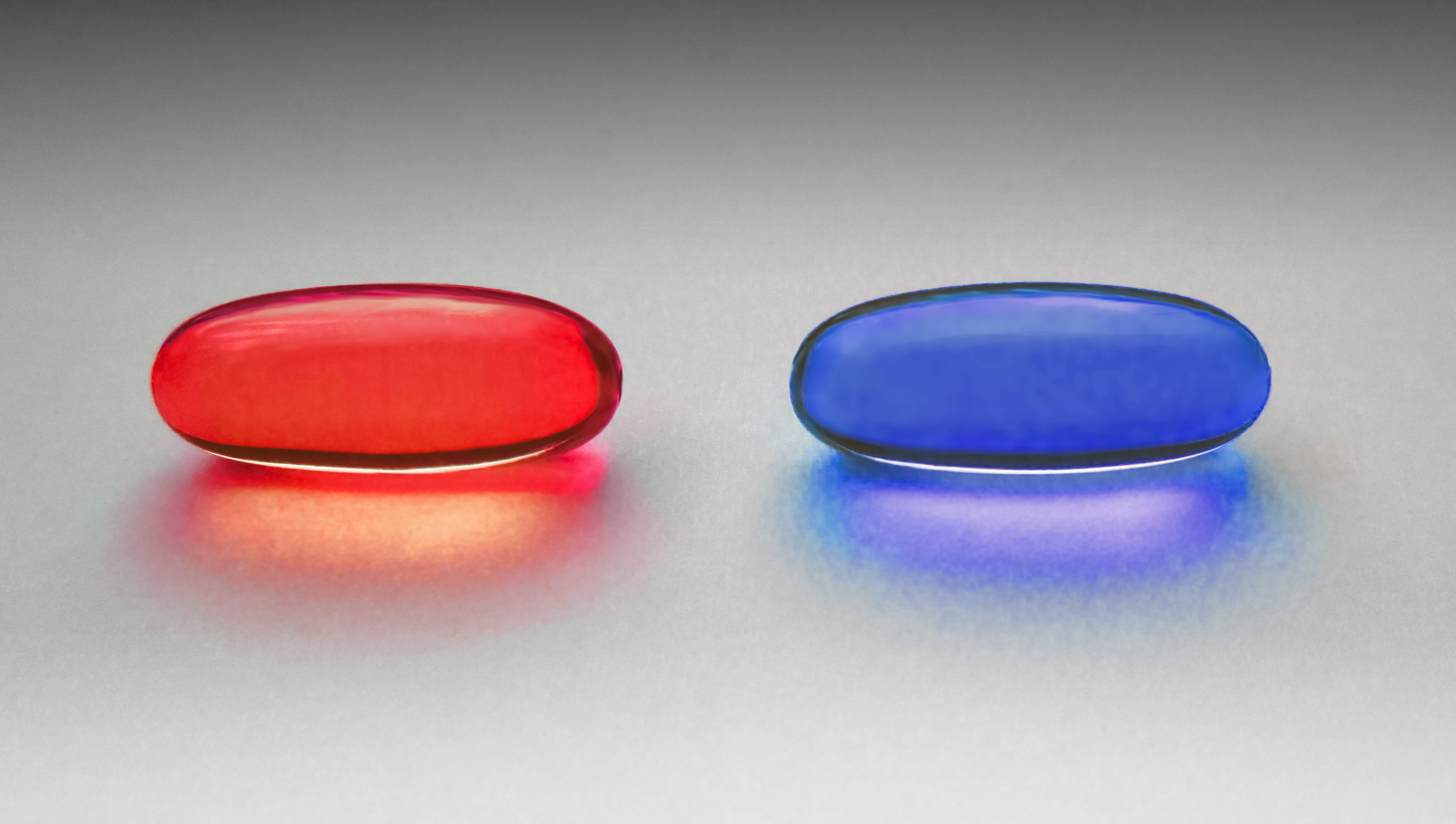
W filmie science fiction Matrix (1999) Morfeusz dał wybór Neo połknięcia albo czerwonej, albo niebieskiej pigułki.

Jednym z życiowych przykładów może być problem decyzyjny dotyczący wyboru środka transportu w mieście. Wymaga to poznania czynników, którymi są komunikacyjne zachowania podróżujących. Dzięki trafnemu rozpoznaniu przyczyn takiego wyboru możliwe jest dokonanie właściwej decyzji dotyczącej różnych środków przemieszczania się. Niezbędne jest ustalenie wad i zalet korzystania z odmiennych środków transportu.
Do rozważenia można zaliczyć ruch pieszy, jazdę rowerem, samochodem osobowym lub komunikacją publiczną. Biorąc za przykład transport zbiorowy, główną jego wadą jest mała elastyczność, czyli stałe rozmieszczenie przystanków i określony rozkład jazdy; zaletą takiego środka jest możliwość wykonywania różnych czynności podczas podróży, np. czytania gazety. Natomiast przy przemieszczaniu samochodem osobowym wybierający może liczyć na większy komfort podróży i wolność w wyborze trasy, jednak kierujący pojazdem zmuszony jest wówczas do wytężonej koncentracji. Z kolei ruch pieszy jest zdrowy, ale taki sposób pokonywania trasy jest wolniejszy i bardziej uzależniony od warunków atmosferycznych.
Wybór poszczególnych środków transportu i ocena ich pod kątem czynników, np. jakościowych, realizowany jest przez podróżującego każdorazowo w sposób subiektywny.